# Bennett (Colorado)
Bennett é uma cidade  localizada no estado americano de Colorado, no Condado de Adams e Condado de Arapahoe.

## Demografia
Segundo o censo americano de 2000, a sua população era de 2021 habitantes. 
Em 2006, foi estimada uma população de 2570, um aumento de 549 (27.2%).

## Geografia
De acordo com o United States Census Bureau tem uma área de 
8,0 km², dos quais 8,0 km² cobertos por terra e 0,0 km² cobertos por água.

## Localidades na vizinhança
O diagrama seguinte representa as localidades num raio de 40 km ao redor de Bennett. 